# Arcana (Fusion-Band)
Arcana war ein kurzlebiges US-amerikanisches Fusion-Bandprojekt, das 1995 gegründet wurde.

## Geschichte
Das Bandprojekt wurde im Jahre 1995 von dem Gitarristen Derek Bailey, dem Bassisten Bill Laswell und dem Schlagzeuger Tony Williams gegründet. In dieser Besetzung nahmen sie im Juli 1996 das Album The Last Wave auf, bevor Bailey die Band verließ. Für das zweite Album übernahmen dann Gastmusiker Nicky Skopelitis und Buckethead Baileys Posten. Arc of the Testimony wurde im Oktober 1997 veröffentlicht. Die Band löste sich nach der Veröffentlichung des zweiten Albums auf, da Williams im Februar 1997 verstarb.

## Gastmusiker
Folgende Musiker sind auf dem zweiten Album Arc of the Testimony zu hören:
- Nicky Skopelitis – Gitarre (12-saitig)
- Buckethead – Gitarre
- Pharoah Sanders – Tenorsaxophon
- Byard Lancaster – Altsaxophon, Bassklarinette
- Graham Haynes – Kornett

## Diskografie
- The Last Wave (Disc Union, 1996)
- Arc of the Testimony (Axiom/Island, 1997)